# Хакимов, Мейли Самадович
Мейли Самадович Хакимов — советский хозяйственный, государственный и политический деятель.

## Биография
Родился в 1941 году в Кашкадарьинской области Узбекской ССР. Член КПСС.
В 1961—1991 гг. — машинист, бригадир передвижной механизированной колонны № 4 строительно-монтажного треста по ПГС «Каршипромжилстрой».
За разработку и внедрение методов комплексного освоения пустынных земель Средней Азии был в составе коллектива удостоен Государственной премии СССР в области науки и техники 1983 года.
Делегат XXVII съезда КПСС.
Жил в Узбекистане.

## Награды
- Орден Ленина[1]
- Орден Октябрьской Революции[1]
- Орден Трудового Красного Знамени[1]